# Gabriel Vargas Santos flygplats
Gabriel Vargas Santos flygplats är en flygplats utanför Tame i Colombia.   Den ligger i departementet Arauca, i den centrala delen av landet, 300 km nordost om huvudstaden Bogotá. Aeropuerto Gabriel Vargas Santos ligger 360 meter över havet.
Flygplatsen har en 2000 m hårdgjord rullbana i riktning 07/25.
Terrängen runt Aeropuerto Gabriel Vargas Santos är kuperad västerut, men österut är den platt. Terrängen runt Aeropuerto Gabriel Vargas Santos sluttar brant österut. Runt flygplatsen är det glesbefolkat, med 10 invånare per kvadratkilometer., 2,8 km öster om Aeropuerto Gabriel Vargas Santos. Omgivningarna är huvudsakligen savann.